# Сивъю
Сивъю — река в России, протекает в Кудымкарском районе Пермского края. Устье реки находится в 4,2 км по левому берегу реки Вежайка. Длина реки составляет 10 км. 
Исток реки на Верхнекамской возвышенности в 10 км к северо-западу от села Верх-Иньва. Река в верховьях течёт на юго-восток, затем поворачивает на юго-запад. В среднем течении протекает деревню Палева. Впадает в Вежайку в деревне Гаврукова. 

## Данные водного реестра
По данным государственного водного реестра России относится к Камскому бассейновому округу, водохозяйственный участок реки — Кама от города Березники до Камского гидроузла, без реки Косьва (от истока до Широковского гидроузла), Чусовая и Сылва, речной подбассейн реки — бассейны притоков Камы до впадения Белой. Речной бассейн реки — Кама.
По данным геоинформационной системы водохозяйственного районирования территории РФ, подготовленной Федеральным агентством водных ресурсов:
- Код водного объекта в государственном водном реестре — 10010100912111100007932
- Код по гидрологической изученности (ГИ) — 111100793
- Код бассейна — 10.01.01.009
- Номер тома по ГИ — 11
- Выпуск по ГИ — 1